# Sammetshjulspindel
Sammetshjulspindel (Agalenatea redii) är en spindelart som först beskrevs av Giovanni Antonio Scopoli 1763.  Sammetshjulspindel ingår i släktet Agalenatea och familjen hjulspindlar. Arten är reproducerande i Sverige. Inga underarter finns listade i Catalogue of Life.